# B11B
Back11Basics A/S (udtales back to basics) er et dansk firma, der leverer private label tyggegummi, mintpastiller, bolsjer og lignende til europæiske og amerikanske detailkæder. Hovedsædet er i Vejle, hvor administrationsafdelingen og udviklingsafdelingen findes og firmaet har ligeledes logistikcentre i Prag, Hamborg, Bremen, Hinckley, Doncaster, Rotterdam, Antwerpen, Herning, Macon Cedex og Chicago. Produktionen foregår eksternt.
Firmaet blev grundlagt i 2001 af Jesper Kolind og Peder Bærenholdt som et spin-off af Dandy Chewing Gum (nu Gumlink) og har været præget at hurtig vækst: I Børsens "gazelle"-konkurrence i 2007 blev vækstraten opgjort til 237%.